# SMS Prinz Eugen (1912)
Принц О́йген (нем. SMS Prinz Eúgen) — австро-венгерский дредноут времён Первой мировой войны. Назван в честь принца Евгения Савойского.
«Принц Ойген» был построен в Триесте, а после Первой мировой войны по условиям Сен-Жерменского мирного договора был передан Франции, где использовался в качестве артиллерийской мишени.